# Falcimala lativitta
Falcimala lativitta är en fjärilsart som beskrevs av Moore 1882. Falcimala lativitta ingår i släktet Falcimala och familjen nattflyn. Inga underarter finns listade i Catalogue of Life.